# M83 (乐队)
M83乐队是一个法国的电子乐队。 乐队最初由多乐器演奏者 Nicolas Fromageau 和 Anthony Gonzalez 组成，Fromageau 在他们的第二张专辑《Dead Cities, Red Seas & Lost Ghosts》巡演结束后不久就分道扬镳。  Gonzalez 便成了该项目的唯一固定成员，担任词曲作者和主唱。
该乐队已发行了九张录音室专辑，包括获得格莱美奖提名的《Hurry Up, We're Dreaming 》以及两张电影原声带。 Gonzalez 一般是与众多客座音乐家合作，独自录制唱片。 该乐队签约于Mute Records唱片公司，并于2011年凭借《 Midnight City 》（《 Hurry Up, We're Dreaming '的主打单曲）获得前所未有的成功。
密集的吉他、层次分明的合成器演奏，并大量使用混响效果，这是M83音乐的曲风特点；歌词经常以梦幻流行风格轻柔地演唱。Gonzalez的创作灵感来自 20 世纪 80 年代的文化和音乐方面，人们认为他的音乐是“成人剧本的青少年梦想”。他的音乐灵感来自My Bloody Valentine、Smashing Pumpkins、Depeche Mode、Jean-Michel Jarre和Tangerine Dream等乐队。

## 備註
1. ↑  While primarily a solo project by Anthony Gonzalez, the liner notes of Saturdays = Youth (2008) credit Loïc Maurin and Morgan Kibby as being part of M83.[10] Gonzalez has also stated: "For me, M83 is more of a collective than a solo project."[11]